# Ivan Solovov
Ivan Solovov (russisk: Ива́н Ива́нович Солово́в) (født 29. oktober 1952 i Engels i Sovjetunionen) er en sovjetisk filminstruktør og manuskriptforfatter.

## Filmografi
- Karavan smerti (Караван смерти, 1991)[2][3]
- Zjeleznodorozjnyj romans (Железнодорожный романс, 2002)
- Otets (Отец, 2007)